# 제임스 모리아티

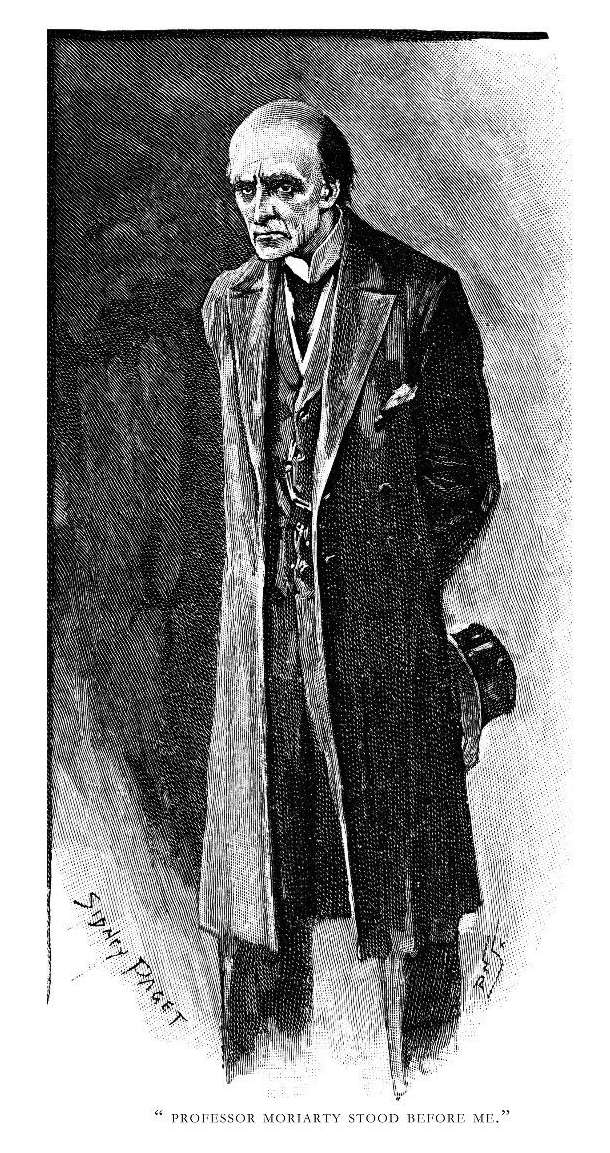

제임스 모리아티(James Moriarty)는 아서 코난 도일의 추리 소설 《셜록 홈즈 시리즈》의 등장인물이다. 21세에 훌륭한 수학 논문을 작성할 정도의 높은 지적 능력을 가진 수학 교수이지만 그 이면은 범죄자이다.
원래 홈즈는 모리아티와의 싸움에서 절벽에 떨어져 죽은 것으로 정해져 있었으나, 코난 도일의 팬들이 온갖 비난의 편지를 써서 코난 도일은 홈즈가 떨어질 때 살아남았다고 다음 책에서 발표했다. 또한 홈즈의 형 마이크로프트와 인연이 있기도 하다. 마이크로프트는 모리아티와 싸우다 죽는다. 

## 작품 속 모습
모리어티 교수의 첫 등장은 1893년 단편 소설 마지막 사건(1891년 설정)에서 이루어졌다. 이 이야기는 컨설팅 형사인 셜록 홈즈가 그의 친구이자 전기 작가인 왓슨 박사에게 수년 동안 겉보기에 고립된 것처럼 보이는 많은 범죄가 실제로는 하나의 거대하고 교묘한 범죄 조직의 음모라고 의심했음을 밝히는 것을 특징으로 한다. 조사 후 그는 범죄자에게 복종과 이익의 일부를 제공하는 대가로 전략과 보호를 제공하는 주모자로 모리어티 교수를 밝혀냈다. 모리어티는 홈즈가 자신의 수술을 알고 있다는 것을 깨닫고 직접 그와 대면하여 추가 개입이 이루어지면 죽음을 위협한다.
홈즈는 모리어티의 외모를 왓슨에게 설명하면서 교수는 키가 매우 크고 말랐으며 면도를 깨끗이 했고, 창백하며 금욕적으로 보인다고 말했다. 그는 하얀 곡선으로 튀어나온 이마, 깊게 가라앉은 눈, 둥근 어깨를 가지고 있다. 그의 얼굴은 앞으로 튀어나오며 항상 기이한 파충류처럼 좌우로 천천히 진동한다. 홈즈는 회의 중에 모리어티가 깜짝 놀라서 "당신은 내가 예상했던 것보다 전두엽 발달이 덜 되어 있다."라고 말했는데, 이는 그가 골상학을 믿는다는 것을 나타낸다.
홈즈는 위협을 무시하고 경찰에 적절한 증거를 전달하므로 모리어티와 그의 네트워크를 운영하는 사람들은 며칠 안에 재판을 받게 된다. 주모자와 그의 신뢰할 수 있는 중위가 숨기거나 체포되기 전에 그를 죽이려 한다는 사실을 알고 홈즈는 스위스로 도피하며 왓슨이 그와 합류한다. 그의 추적은 라이헨바흐 폭포 정상에서 홈즈와 대면하면서 끝이 난다. 왓슨은 대결을 목격하지 못했지만 나중에 도착했는데, 폭포 근처 절벽 가장자리에서 싸움의 흔적을 발견했다. 이는 두 사람이 모두 죽으면서 끝났음을 나타낸다. 왓슨은 또한 홈즈가 전투 전에 모리아티가 쓸 수 있도록 허락해 준 작별 편지를 발견한다.
모리어티는 홈즈의 다른 이야기인 공포의 계곡(1914)에서 직접적인 역할을 하며, 이 내용은 마지막 사건 이전에 설정되었지만 이후에 쓰여졌다. 공포의 계곡에서 홈즈는 모리어티의 요원이 살인을 저지르는 것을 막으려 한다. 모리어티를 인터뷰한 경찰관은 홈즈에게 그 교수가 그의 사무실 벽에 Jean-Baptiste Greuze의 그림을 걸고 있다고 말했다. 이를 알게 된 홈즈는 같은 화가의 다른 그림의 가치가 크다고 언급하며 그런 작품은 대학 교수의 봉급으로 살 수 없다고 지적한다. 언급된 작품은 La jeune fille à l'agneau이다. 일부 주석가는 유명한 Thomas Gainsborough의 그림, 데본셔 공작부인, 조지아나의 초상화에 대한 코난 도일의 말장난으로 묘사했다. Thomas Agnew와 Sons 아트 갤러리에서 가져왔다. 갤러리는 Adam Worth(코난 도일이 모리어티를 만들도록 영감을 준 범죄자)가 책임이 있다고 믿었지만 주장을 증명할 수 없었다.
홈즈는 "빈 집의 모험(The Empty House)"(마지막 사건의 직접적인 속편), "노우드의 건축업자(The Adventure of the Norwood Builder)", "실종된 스리쿼터백(The Adventure of the Missing Three-Quarter)", "저명한 의뢰인(The Adventure of the Illustriious Client)", 그리고 "마지막 인사(His Last Bow, 셜록이 공식적으로 은퇴한 지 몇 년 후에 일어나는 셜록의 마지막 모험)"등에서 그를 총 5번 언급했다.
왓슨 박사는 내레이션을 할 때 모리어티를 만나지 않았다고 명시하며(마지막 사건에서 그를 멀리서 흘끗 보았을 뿐) 홈즈에게 의존하여 설명한다. 그러나 이에 대한 도일의 설명은 일관성이 없는데, 왓슨이 모리어티에 대해 잘 알고 있었기 때문이다. 마지막 사건에서 왓슨은 홈즈에게 모리어티에 대해 들어본 적이 없다고 말하지만, 앞서 나온 "공포의 계곡"에서 왓슨은 이미 그를 "유명한 과학 범죄자"로 알고 있었다.
"빈 집의 모험"에서 홈즈는 모리어티가 나중에 교수의 직원/시종 Moran 대령이 사용한 무기인 von Herder라는 맹인 독일 정비공에게 강력한 공기총을 의뢰했다고 말했다. 지팡이와 매우 흡사하고 은폐가 용이하며 원거리에서 리볼버 총알을 발사할 수 있으며 발사 시 소음이 거의 없어 범죄 저격에 이상적이다. 모리어티는 또한 그의 목표물에 닥칠 치명적인 사고를 조직하는 것을 선호한다. 홈즈를 죽이려는 그의 시도에는 떨어지는 벽돌과 과속 말이 끄는 차량이 포함된다. 그는 또한 버디 에드워즈의 죽음을 무대 관리하는 책임을 지며 남아프리카로 항해하는 동안 그 남자가 배 밖으로 길을 잃은 것처럼 보이게 한다.

## 성격
모리어티는 매우 무자비하며, 셜록 홈즈에게 "당신이 나에게 파멸을 가져올 만큼 똑똑하다면, 나도 당신에게 그러할 것이라고 확신하라(if you are clever enough to bring destruction upon me, rest assured that I shall do as much to you)"고 말한다. 셜록은 모리어티를 잠도 자지 않고 잔학 행위를 완벽하게 수행하는 데 능숙한 매우 강력한 범죄 주모자로 묘사한다. 마지막 사건에서 모리어티는 자신이 계획하는 활동에 직접 참여하지 않고 사건을 조율하거나 범죄를 저지를 계획을 제공할 뿐이라고 명시하고 있다. 모리어티를 그토록 위험하게 만드는 것은 그의 극도로 교활한 지성이다.
He is a man of good birth and excellent education, endowed by nature with a phenomenal mathematical faculty. [...] But the man had hereditary tendencies of the most diabolical kind. A criminal strain ran in his blood, which, instead of being modified, was increased and rendered infinitely more dangerous by his extraordinary mental powers. [...] He is the Napoleon of crime, Watson. He is the organiser of half that is evil and of nearly all that is undetected in this great city...

그는 훌륭한 출생과 우수한 교육을 받은 사람으로 천성적으로 경이로운 수학 능력을 타고났다. [...] 그러나 그 남자는 가장 악마 같은 종류의 유전 경향을 가지고 있었다. 그의 혈액에는 범죄적 긴장이 흐르고 있었는데, 이는 수정되는 대신 그의 비범한 정신력에 의해 증가되고 무한히 더 위험해졌다. [...] 그는 범죄의 나폴레옹이라네, 왓슨. 그는 이 큰 도시에서 발견되지 않은 거의 모든 것의 반과 악의 조직자이다...— 홈즈, "최후의 문제"

홈즈는 공포의 계곡에서 이 감정을 다음과 같이 설명한다.
The greatest schemer of all time, the organizer of every devilry, the controlling brain of the underworld, a brain which might have made or marred the destiny of nations—that's the man! But so aloof is he from general suspicion, so immune from criticism, so admirable in his management and self-effacement, that for those very words that you have uttered he could hale you to a court and emerge with your year's pension as a solatium for his wounded character. [...] Foulmouthed doctor and slandered professor—such would be your respective roles! That's genius, Watson.

모든 시대의 가장 위대한 계획가, 모든 악마의 조직자, 지하 세계의 통제하는 두뇌, 국가의 운명을 만들거나 손상시킬 수 있는 두뇌, 바로 그 사람이다! 그러나 그는 일반적인 의심에 대해 너무 냉담하고 비판에 대해 면역이 있으며 그의 관리와 자기 비하에서 아주 존경스러워서 당신이 한 바로 그 말에 대해 당신을 법정으로 끌고 가서 당신의 연금을 위안으로 삼을 수 있다. 그의 상처받은 캐릭터. [...] 입이 험한 의사와 비방하는 교수—이것이 각자의 역할이 될 것이다! 천재야, 왓슨.— 홈즈, 공포의 계곡

모리어티는 홈즈의 지능을 존중하며 다음과 같이 말했다. 그럼에도 그는 에이전트를 통해 홈즈의 목숨을 노리는 수많은 시도를 한다. 그는 불같은 성품을 보이며 그의 계획이 좌절될 때 분노하여 "내 자유를 잃을 긍정적인 위험"에 놓이게 된다. 기차역에서 개인적으로 홈즈를 쫓는 동안, 그는 이것이 자신에게 관심을 끌지 여부를 신경 쓰지 않고 맹렬히 승객을 옆으로 팔꿈치로 옆으로 민다.
모리어티를 만든 코난 도일의 원래 동기는 분명히 홈즈를 죽이려는 의도였다. 마지막 사건은 제목과 정확히 일치하도록 의도되었다. 코난 도일은 홈즈를 영광의 불꽃 속에 가두어 알약을 달게 만들려고 노력했으며, 더 이상의 작업은 비교할 수 없을 정도로 강력하고 위험한 범죄자를 세상에서 제거했다(홈즈가 이야기 자체에서 말한 대로). 그러나 결국 대중의 압력과 재정적 문제로 코난 도일은 홈즈를 다시 데려왔다. 코난 도일은 홈즈가 마지막 사건(왓슨이 잘못 결론짓는 것처럼) 동안 죽지 않았다는 것을 폭로하는 것을 인정했지만 비슷한 방식으로 모리어티의 죽음을 취소하지 않기로 결정했다. 이러한 이유로 후기 소설 공포의 계곡에서는 모리어티가 악당으로 등장하지만 마지막 사건 이전에 발생하도록 지정된다.

## 실제 롤 모델
"Moriarty"는 모리어티의 부하인 Sebastian Moran의 성인 Moran과 마찬가지로 고대 아일랜드 이름이다. 코난 도일 자신은 아일랜드 카톨릭 혈통으로 Stonyhurst College에서 교육을 받았지만 가족의 종교적 전통을 버리고 카톨릭 신앙으로 결혼하거나 자녀를 양육하지 않았으며 민족적 배경이 전제할 수 있는 어떤 정치에도 집착하지 않았다. 코난 도일는 Stonyhurst에서의 경험을 홈즈 시리즈의 세부 사항에 대한 영감으로 사용한 것으로 알려져 있다. 학교에서 그의 동시대 학생들 중에는 모리어티라는 이름의 두 소년이 있었다.
주범인 Adam Worth 외에도 코난 도일이 캐나다계 미국인 천문학자 Simon Newcomb에서 가상의 인물인 모리어티의 기초를 두었다는 천문학자들과 셜록 홈즈 애호가들 사이에 많은 추측이 있었다. Newcomb은 수학에 대한 특별한 숙달과 함께 다재다능한 천재로 존경을 받았으며 코난 도일이 그의 이야기를 쓰기 시작하기 몇 년 전에 국제적으로 유명해졌다. 더군다나 Newcomb은 적의와 악의로 악명을 얻었으며, 분명히 경쟁 과학자들의 경력과 평판을 파괴하려고 했다.
모리어티의 또 다른 모델로 추측되는 사람은 George Boole(1860년경)도 있다. 아일랜드 수학자 Des MacHale는 George Boole이 모리어티의 모델일 수 있다고 제안했다.
모리어티는 두 명의 실제 수학자에게서 부분적으로 영감을 받았을 수 있다. 모리어티의 학술 논문의 특성은 실제 수학적 사건을 반영한다. 칼 프리드리히 가우스는 20대 초반에 소행성의 역학에 관한 유명한 논문을 썼고 이 결과에 부분적으로 힘입어 의장으로 임명되었다. 라마누잔은 이항 정리의 일반화에 대해 썼고 현존하는 최고의 수학자들을 혼란스럽게 만든 논문을 써서 천재라는 명성을 얻었다. 가우스의 이야기는 도일 시대에 잘 알려져 있었고, 라마누잔은 1913년 초부터 1914년 중반까지 케임브리지에 있었다.
That Irishman에서 제인 스탠포드는 도일이 모리어티를 묘사하기 위해 페니안 존 오코너 파워의 특징과 배경을 일부 차용했다고 제안한다. Moriarty Unmasked: doyle and an Anglo-Irish Quarrel, 2017에서 Stanford는 런던의 아일랜드 문학 및 정치 공동체와 코난 도일의 관계를 탐구한다. 그녀는 아일랜드의 나폴레옹인 모리어티가 대영 제국의 심장부에 있는 Fenian 위협을 대표한다고 제안한다. O'Connor, 2018, Power는 골웨이 카운티 투암에 있는 St Jarlath's Diocesan College에서 공부했다. 세 번째이자 마지막 해에는 인문학 교수를 역임했다. 전직 교수로서, Fenian 지도자는 카운티 Mayo의 Westminster 자리에 대한 입찰에 성공했다.
Stonyhurst의 Hodder Place 예비 학교에 남아 있는 예수회 사제들은 즉시 모리어티의 신체적 묘사가 Thomas Kay 목사를 암시하는 것이라고 알아차렸다.이 가설에 따르면 코난 도일은 사적인 농담으로 MacDonald 경위가 모리어티에 대해 다음과 같이 묘사했다. "그는 얇은 얼굴과 백발, 엄숙한 말투를 가진 사람일 것이다."
공포의 계곡에서 코난 도일 자신이 셜록 홈즈를 통해 인용한 모델은 18세기 런던의 주요 범죄인 Jonathan Wild이다. 그는 모리어티를 Alec MacDonald 경위가 알 수도 있는 실제 인물과 비교하려고 할 때 이것을 언급하지만 MacDonald가 홈즈만큼 잘 읽히지 않았기 때문에 헛수고이다.

## 영향
T. S. Eliot의 캐릭터 Macavity는 Mystery Cat의 모리어티를 기반으로 한다.
Sherlockian 사회는 모리어티 교수와 그의 두 형제를 기리기 위해 "The Brothers Three of Moriarty"라고 불리는 유명한 Sherlockian John Bennett Shaw에 의해 형성되었다. 이 그룹은 뉴멕시코에서 연례 만찬을 개최했다.

## 같이 보기
- 셜록 홈즈
- 마지막 사건
- 공포의 계곡